# Nyctiophylax visitus
Nyctiophylax visitus är en nattsländeart som först beskrevs av Hagen 1861.  Nyctiophylax visitus ingår i släktet Nyctiophylax och familjen fångstnätnattsländor. Inga underarter finns listade i Catalogue of Life.